# Mistrovství světa v jízdě na skibobech 2025
XXXXIII. ročník Mistrovství světa v jízdě na skibobech 2025 se konal v německém středisku Lenggries od 19. února do 23. února 2025. Na programu šampionátu byl závod v super G, obřím slalomu, slalomu a kombinaci a to v kategorii mužů a žen.

## Medailové pořadí zemí
| Pořadí | Země           | Zlato | Stříbro | Bronz | Celkově |
| ------ | -------------- | ----- | ------- | ----- | ------- |
| 1.     | Česko (CZE)    | 4     | 5       | 1     | 10      |
| 2.     | Rakousko (AUT) | 4     | 3       | 5     | 12      |
| 3.     | Německo (GER)  | -     | 1       | 1     | 2       |
|        | Celkem         | 8     | 9       | 7     | 24      |

## Medailisté

### Muži
| Disciplína  | Zlato                        | Stříbro                         | Bronz                            |
| ----------- | ---------------------------- | ------------------------------- | -------------------------------- |
| super G     | Joachim Knauß Rakousko (AUT) | Leonhard Wegmayr Rakousko (AUT) | Pavel Čiháček Česko (CZE)        |
| obří slalom | Joachim Knauß Rakousko (AUT) | Pavel Čiháček Česko (CZE)       | Markus Achleitner Rakousko (AUT) |
| slalom      | Pavel Čiháček Česko (CZE)    | Joachim Knauß Rakousko (AUT)    | Markus Achleitner Rakousko (AUT) |
| kombinace   | Joachim Knauß Rakousko (AUT) | Pavel Čiháček Česko (CZE)       | Markus Achleitner Rakousko (AUT) |

### Ženy
| Disciplína  | Zlato                             | Stříbro                                                            | Bronz                              |
| ----------- | --------------------------------- | ------------------------------------------------------------------ | ---------------------------------- |
| super G     | Lisa Zaffová Rakousko (AUT)       | Stanislava Preclíková Česko (CZE)                                  | Silvia Steiningerová Německo (GER) |
| obří slalom | Stanislava Preclíková Česko (CZE) | Iris Lienhardová Rakousko (AUT) Silvia Steiningerová Německo (GER) | medaile neudělena                  |
| slalom      | Marie Anna Husková Česko (CZE)    | Stanislava Preclíková Česko (CZE)                                  | Iris Lienhardová Rakousko (AUT)    |
| kombinace   | Stanislava Preclíková Česko (CZE) | Marie Anna Husková Česko (CZE)                                     | Iris Lienhardová Rakousko (AUT)    |